# Zapovednik Joezjno-Oeralski
Zapovednik Joezjno-Oeralski (Russisch: Южно-Уральский государственный природный заповедник) is een strikt natuurreservaat in het zuiden van het Oeralgebergte, dat deels is gelegen in de Russische autonome republiek Basjkirostan en deels in de oblast Tsjeljabinsk. De oprichting als zapovednik vond plaats op 1 juni 1979 om de unieke natuurlijke complexen van de Zuidelijke Oeral te behouden; in het bijzonder de bergtaiga met sparren en zilversparren, alpiene plantengemeenschappen en hoogvenen.

## Kenmerken
Zapovednik Joezjno-Oeralski ligt in de meest bergachtige regio van de Zuidelijke Oeral. De belangrijkste berg is de Jamantaoe, met een hoogte van 1.640 m. In het gebergte ontspringen enkele grote rivieren, zoals de Joerjoezan, Grote Inzer, Kleine Inzer, Tjoelmen, Katav en hun zijrivieren. Met een oppervlakte van 2.528 km² is Joezjno-Oeralski de grootste zapovednik van zowel Basjkirostan als de Zuidelijke Oeral.

## Flora en fauna
Tussen de 650 en 1.000 meter hoogte wordt hoofdzakelijk bergtaiga aangetroffen, waarin hoogopgaande sparren- en zilversparrenbossen aanwezig zijn. Tussen de 1.000 en 1.200 bevinden zich minder goed ontwikkelde zilversparrenbestanden, lichte berkenbossen en alpenweiden. Boven deze zone wordt alleen nog bergtoendra aangetroffen. Het aandeel van berken (Betula) in het gebied is circa 34%, gevolgd door de esp (Populus tremula) met 20%, Siberische spar (Picea obovata) met 17%, Siberische zilverspar (Abies sibirica) met 16%, grove den (Pinus sylvestris) met 8% en linde (Tilia) met 3%. Lokaal kan de Siberische lariks (Larix sibirica) worden aangetroffen.
In Zapovednik Joezjno-Oeralski zijn 48 zoogdieren, 198 vogels, vier amfibieën, zes reptielen en achttien soorten vissen vastgesteld. In de bossen leven bijvoorbeeld zoogdieren als bruine beer (Ursus arctos), wolf (Canis lupus) en eland (Alces alces) en vogelsoorten als auerhoen (Tetrao urogallus), hazelhoen (Tetrastes bonasia) en zwarte specht (Dryocopus martius). In de bergrivieren en beken zwemmen de taimen (Hucho taimen), forel (Salmo trutta), gestippelde alver (Alburnoides bipunctatus) en otters (Lutra lutra). Zeldzame diersoorten die hier leven en op de Russische rode lijst van bedreigde soorten staan zijn de steenarend (Aquila chrysaetos), zeearend (Haliaeetus albicilla), slechtvalk (Falco peregrinus) en vlagzalm (Thymallus thymallus).

## Afbeeldingen

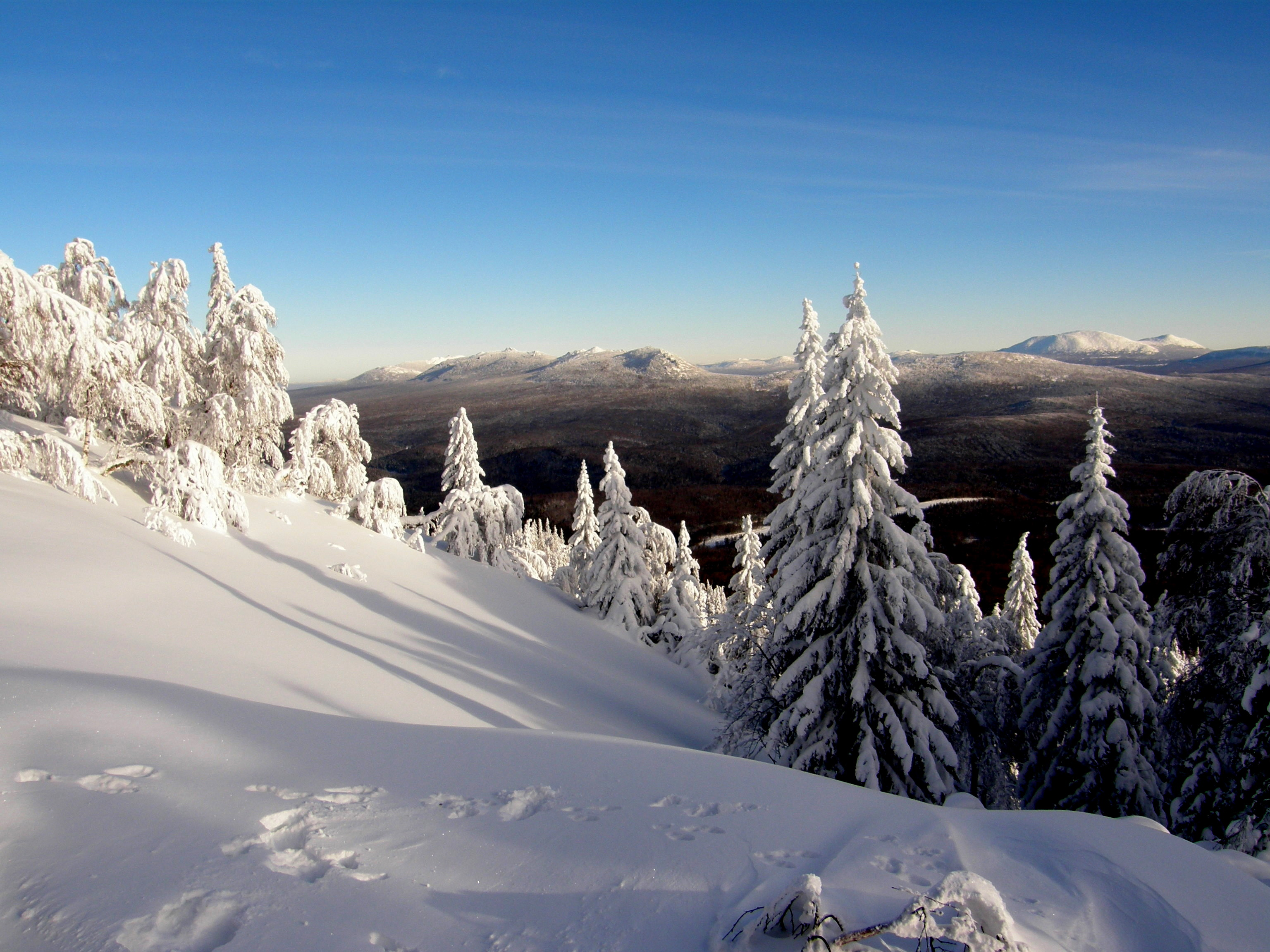
Winter in Joezjno-Oeralski.
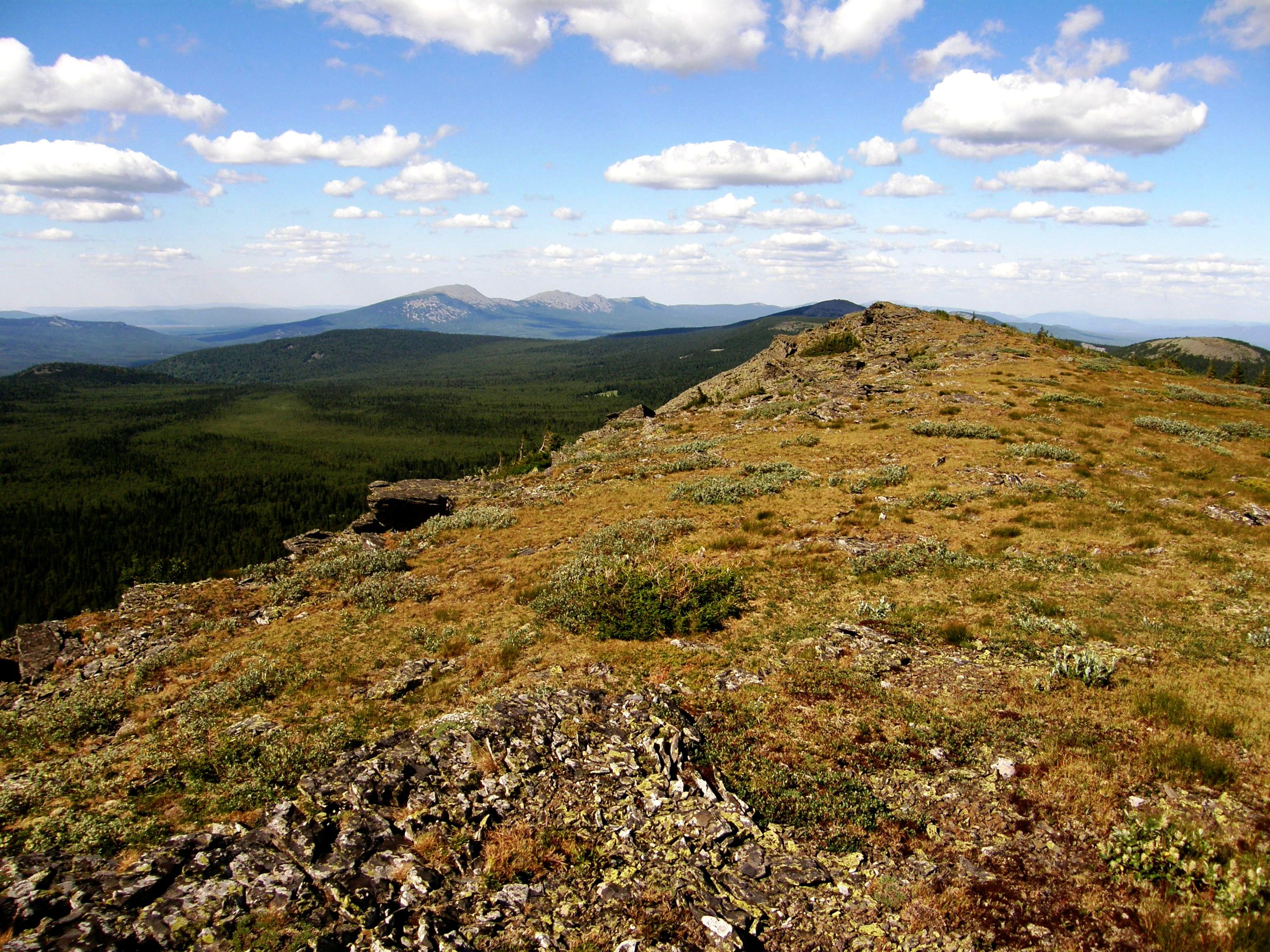
Bergtoendra op de bergrug Masjak in Joezjno-Oeralski.
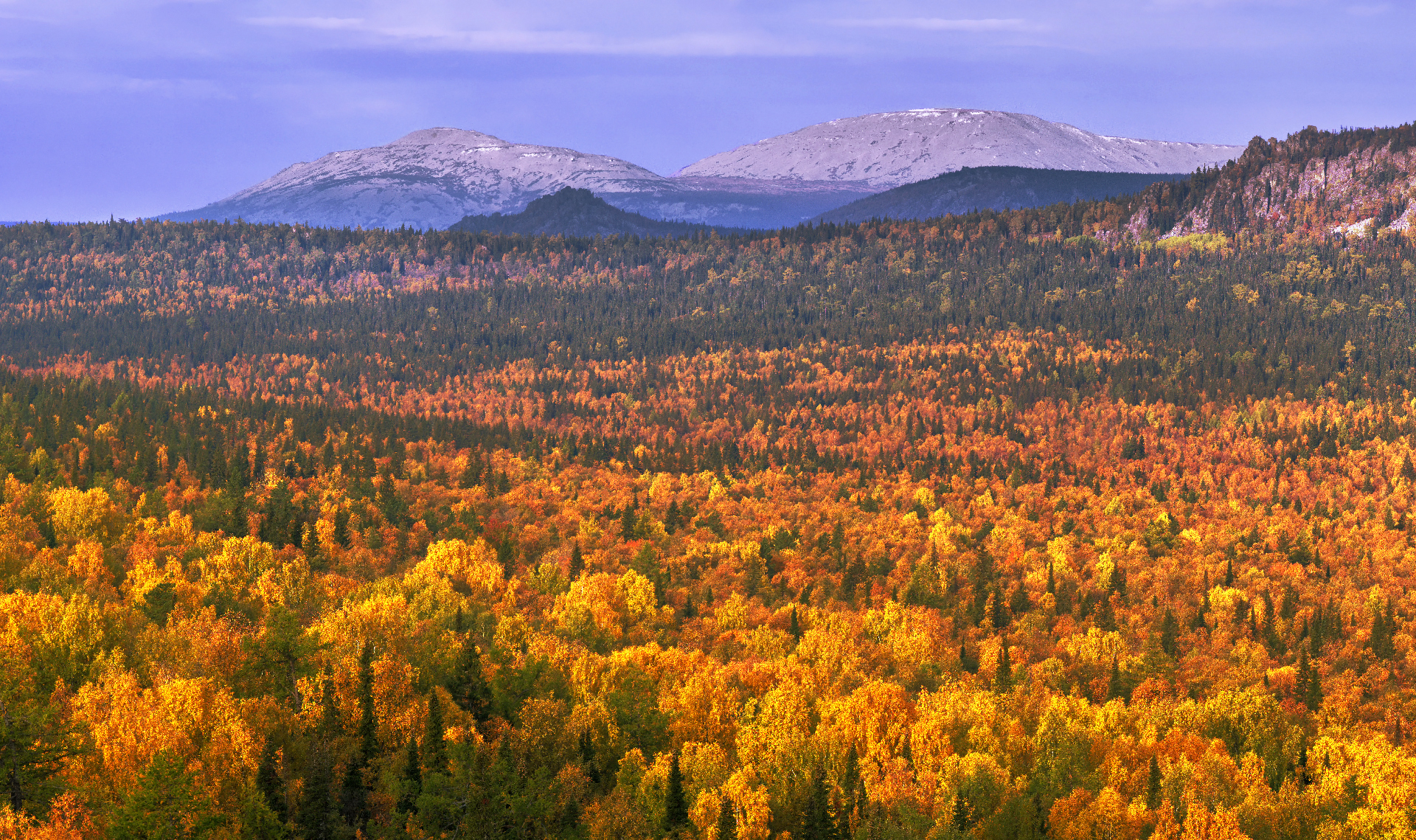
Bos in najaarskleuren en uitzicht op de Jamantaoe (1.640 m).